# NGC 1009
NGC 1009 is een spiraalvormig sterrenstelsel in het sterrenbeeld Walvis. Het hemelobject werd op 1 januari 1886 ontdekt door Edward Swift.

## Synoniemen
- PGC 9995
- UGC 2129
- MCG 0-7-65
- ZWG 388.77
- FGC 325